# 2Pac Live
A 2Pac Live az amerikai rapper, Tupac Shakur koncertalbuma. 2004. augusztus 6-án jelent meg a Koch Records kiadásában, és ez Shakur első koncertlemeze.

## A dalok listája
1. "Live Medley"
2. "Intro"
3. "Ambitionz az a Ridah"
4. "So Many Tears"
5. "Troublesome"
6. "Hit 'Em Up" (feat Outlawz)
7. "Tattoo Tears"OG
8. "Heartz of Men"
9. "All Bout U"
10. "Never Call U Bitch Again"
11. "How Do U Want It"
12. "2 of Amerikaz Most Wanted"
13. "California Love"

## Lista helyezések
| Kritikák       | Kritikák  |
| Forrás         | Értékelés |
| -------------- | --------- |
| AllMusic       | [ 1 ]     |
| RapReviews.com | [ 2 ]     |

Album
| Albumlista                                | Legjobb helyezés |
| ----------------------------------------- | ---------------- |
| Brit albumlista                           | 67               |
| Francia albumlista                        | 84               |
| Ír albumlista                             | 52               |
| Német albumlista                          | 86               |
| U.S. Billboard 200                        | 54               |
| U.S. Billboard Top R&B/Hip Hop albumlista | 16               |
| U.S. Billboard Top Független albumlista   | 3                |